# Chiesa dei Santi Giovanni e Carlo al Fopponino
La chiesa dei Santi Giovanni e Carlo al Fopponino è una chiesa sussidiaria della parrocchia di San Francesco al Fopponino di Milano.

## Storia
La costruzione avviene tra il 1662 e il 1673 e subisce una ristrutturazione nel 1722, con lo spostamento dell'altare maggiore e la costruzione della balaustra. Era la cappella del Fopponino, uno dei cimiteri antichi di Milano costruiti in seguito alla peste.
Con la chiusura del Fopponino nel 1895 i locali delle sue confraternite vengono trasformati in oratori della parrocchia madre.Dipendente dalla chiesa di San Pietro in Salafino al 1958, quando passa alle dipendenze della nuova chiesa di San Francesco di Gio Ponti, mantenendo tuttavia per alcuni mesi il titolo parrocchiale.
Tra 1970 e il 1975, al fine di adeguare  il presbiterio alle riforme liturgiche, si hanno modifiche secondo l'ottica conciliare del tempo. Tra il 2014 e il 2015 subisce un restauro completo, dopo un grave stato di abbandono dato dall'utilizzo sporadico dell'edificio, con rare celebrazioni o visite.
Il Sovrano Militare Ordine di Malta è, dal 1972, lo ha come proprio oratorio di riferimento per le celebrazioni religiose, poiché ha contribuito al suo restauro.

## Architettura
L'edificio si sviluppa lungo l’asse nord-ovest/sud-est e si affaccia su piazza Aquileia, preceduto da un ampio sagrato. La facciata, in laterizio, ha un unico ingresso con un portale barocco, decorato con colonne in arenaria e un ovale raffigurante San Carlo con gli appestati. Sopra l'ingresso c’è una grande finestra con vetrate policrome, mentre la copertura è a capanna senza cornici.
Le facciate laterali, in mattoni a vista, hanno tre grandi finestre per lato e includono volumi più bassi: una cappella a sinistra e la sacrestia con un’altra cappella a destra.
L’interno è a navata unica con volta a botte e decorazioni in lesene e paraste. A sinistra si trova la cappella della Beata Vergine, con altare in marmo e statua in legno, mentre a destra c’è la cappella del Crocifisso, con altare in stucco e un crocifisso in gesso.
Il presbiterio, sopraelevato di due gradini, è delimitato da balaustre in marmo e ospita un altare barocco con paliotto in rame sbalzato e una tela che raffigura San Carlo Borromeo e San Giovanni Battista.